# Redsted
Redsted is een plaats in de Deense regio Noord-Jutland, gemeente Morsø. De plaats telt 265 inwoners (2008).